# 운정동 (파주시)
운정동(雲井洞)은 대한민국 경기도 파주시의 남서부에 있는 6개 행정동(운정1동, 운정2동, 운정3동, 운정4동, 운정5동, 운정6동)의 통칭이다.

## 지명 유래
운정이라는 이름은 지역 내에 샘이 잘 나는 우물 아홉 개가 있어 마을이 형성되었고 그 마을이 있는 지역을 구우물이라고 부르던 것을 구름우물로 다시 옮겨지면서 붙여진 이름이라고 한다. 또는 지역 내 자연부락인 야당리(野塘里)의 그 이름처럼 들에 큰 연못이 있어서 부근에 안개가 자주끼고 그 모습이 마치 구름 속의 마을과 같다하여 붙여진 이름이라고도 한다.
1956년 경의선 역사를 건설하며 해당 지역 마을 이름을 따 운정역이라고 명명하면서 본격적으로 그 지역을 운정이라고 부르기 시작했지만 여전히 작은 자연부락의 명칭에 불과했고, 당시 행정구역 상으로도 파주군 교하면 야당리였기에 교하나 야당으로 부르는 경우도 많았다. 2003년 정부는 2기 신도시 개발 지역 중 하나로 당시 파주시 교하읍 중 현재의 운정1~6동 지역을 지정하여 개발을 시작했고 당시 건교부는 택지개발지구 명칭으로 운정지구를 사용했다. 신도시의 명칭은 택지개발지구의 명칭을 그대로 사용하기에 운정신도시라는 명칭이 토지와 아파트 분양, 각종 뉴스 등에 사용되기 시작했다. 신도시 개발 지역과 인접한 지역에 이미 교하지구라는 이름의 별도 택지개발이 진행되고 있었기에 행정구역명을 사용하지 않았고, 경의선 운정역을 중심으로 신도시 개발 계획을 짜면서 자연스럽게 운정신도시라는 명칭을 사용했으나, 이후 신도시 명칭 문제로 신도시 입주 주민, 원주민, 파주시가 갈등을 겪기도 했다. 운정신도시 입주 주민이 많아지면서 파주시는 2011년 7월 교하읍을 교하동, 운정1동, 운정2동, 운정3동으로 분동하고, 운정동이라는 명칭을 공식화하였다. 이후 11년 5개월 후에 구 교하면, 교하읍의 행정구역이 대거 개편되었으며, 2023년부터 교하동의 일부가 분리되어 운정동은 총 6개의 행정동으로 늘어나게 되었다.
GTX-A 운정중앙역은 운정6동(동패동)에 생길 예정이다.

## 주민센터
2011년 7월 파주시 교하읍의 분동 당시 교하동은 기존 교하읍사무소를 재활용하고, 운정1~3동 주민센터는 신도시 계획에 따른 주민센터 부지 주변에 각각 가건물과 상가 건물 일부를 임차하여 사용했다. 그러다 파주시는 2013년 3월 신도시 중앙에 운정행복센터를 개장하며 그곳으로 운정1~3동의 주민센터를 통합해서 운영하고 있었다.
현재는 주민센터 자체가 행정복지센터로 개칭되었고, 운정1~3동 통합 주민센터에서 단독 행정복지센터로 대체되었다. 2023년 1월 1일부터 기존 운정1~3동 이외에 운정4~6동을 신설하면서 교하동과 운정1,3동의 일부를 운정 5,6동으로 분동하고, 운정3동 동남부 일부(경의선 동쪽 일대)를 운정4동으로 각기 분할하였다.

## 법정동
- 운정1동
  - 상지석동(上支石洞) 일부
  - 와동동(瓦洞洞)
  - 교하동(交河洞) 일부
  - 당하동(堂下洞) 일부
- 운정2동
  - 목동동(木洞洞) 일부
- 운정3동
  - 야당동(野塘洞) 일부
  - 동패동(東牌洞) 일부
- 운정4동
  - 야당동(野塘洞) 일부
  - 상지석동(上支石洞) 일부
- 운정5동
  - 다율동(多栗洞) 일부
  - 동패동(東牌洞) 일부
  - 문발동(文發洞) 일부
  - 목동동(木洞洞) 일부
  - 신촌동(新村洞) 일부
  - 연다산동(煙多山洞) 일부
- 운정6동
  - 다율동(多栗洞) 일부
  - 동패동(東牌洞) 일부
  - 목동동(木洞洞) 일부

## 주거
| 단지명                                   | 건설사                             | 시행사                                    | 주소                    | 입주              | 비고     |
| ---------------------------------------- | ---------------------------------- | ----------------------------------------- | ----------------------- | ----------------- | -------- |
| 노을빛마을 2단지 주공                    | 온빛건설㈜ 대동건설㈜              | 대한주택공사                              |                         | 2005년 11월       | 국민임대 |
| 노을빛마을 1단지 주공                    | 양우건설                           | 대한주택공사                              |                         | 2006년 5월        | 국민임대 |
| 책향기마을 12단지 진흥·효자              | 진흥기업 ㈜효자건설                | 진흥기업 ㈜효자건설                       |                         | 2005년 12월       |          |
| 청석마을 9단지 대원·효성                 | ㈜자영 ㈜효성                      | ㈜자영 ㈜효성                             |                         | 2006년 4월        |          |
| 한빛마을 2단지 휴먼빌 레이크팰리스       | 일신건영㈜                         | 슬기솔㈜                                  |                         | 2009년 6월        |          |
| 한빛마을 3단지 자유로아이파크            | 현대산업개발                       | 현대산업개발                              | 한빛로 11 (야당동)      | 2004년 9월        |          |
| 산내마을 11단지 현대                     | 현대산업개발                       | 원영건업㈜ 장안종합건설㈜                 | 와석순환로 307 (목동동) | 2002년 11월       |          |
| 해솔마을 3단지 현대                      | 현대산업개발                       | 현대산업개발                              |                         | 2001년 6월        |          |
| 가람마을 3단지 동문굿모닝힐              | 동문건설㈜                         | 동문건설㈜                                |                         | 2001년 9월        |          |
| 가람마을 8단지 동문굿모닝힐              | 동문건설㈜                         | 동문건설㈜                                | 금바위로 47 (와동동)    | 2001년 9월        |          |
| 청석마을 8단지 동문디이스트              | 동문건설㈜                         | 동문건설㈜                                | 청석로 350 (다율동)     | 2005년 12월       |          |
| 숲속길마을 3단지 동문굿모닝힐            | 동문건설㈜                         | 동문건설㈜                                | 책향기로 337 (문발동)   | 2005년 12월       |          |
| 숲속길마을 6단지 동문굿모닝힐            | 동문건설㈜                         | 동문건설㈜                                | 책향기로 371 (문발동)   | 2005년 12월       |          |
| 책향기마을 10단지 GTX운정 동문디이스트   | 동문건설㈜                         | 동문건설㈜                                | 책향기로 441 (동패동)   | 2005년 12월       |          |
| 책향기마을 11단지 파밀리에               | 신동아건설                         | 신동아건설                                | 책향기로 420 (동패동)   | 2005년 12월       |          |
| 책향기마을 13단지 상록경남아너스빌       | 경남기업                           | 공무원연금공단                            | 책향기로 210 (동패동)   |                   |          |
| 책향기마을 15단지 상록데시앙             | 태영건설                           | 공무원연금공단                            | 책향기로 183 (동패동)   |                   |          |
| 책향기마을 14단지 우남퍼스트빌           | 우남건설㈜                         | 우남건설㈜                                |                         |                   |          |
| 산내마을 12단지 디에트르 더 클래스       | 대방건설                           | ㈜대방개발기업                            | 산내로 90 (목동동)      | 2023년 8월        |          |
| 산내마을 13단지 디에트르 라포레          | 대방건설                           | ㈜대방개발기업                            | 산내로 89 (목동동)      | 2023년 2월        |          |
| 산내마을 5단지 디에트르 더 센트럴        | 대방건설                           | ㈜대방개발기업                            | 교하로 55 (목동동)      | 2025년 8월        |          |
| 해오름마을 2단지 디에트르 에듀타운       | 대방건설                           | ㈜엔비건설                                | 다율로 10 (다율동)      | 2024년 12월       |          |
| 해오름마을 10단지 운정 파크 푸르지오     | 대우건설                           | 대우건설                                  | 해올로 33 (다율동)      | 2021년 12월       |          |
| 해오름마을 14단지 운정 푸르지오 파르세나 | 대우건설                           | 대우건설파주피에프브이㈜                  | 청암로 82 (다율동)      | 2022년 8월        |          |
| 해오름마을 1단지 중흥S클래스 에듀하이    | 중흥토건㈜                         | ㈜중흥에스클래스                          |                         | 2024년 3월        |          |
| 해오름마을 5단지 중흥S클래스 에듀파크    | 중흥토건㈜                         | 새솔건설㈜                                |                         | 2024년 3월        |          |
| 해오름마을 2단지 제일풍경채 그랑베뉴     | ㈜제일건설                         | 트러스트투㈜                              | 청암로 161 (다율동)     | 2023년 12월       |          |
| 해오름마을 6단지 제일풍경채 그랑포레     | ㈜제일건설                         | ㈜제일에셋                                | 범벅들길 100 (다율동)   | 2024년 5월        |          |
| 별하람마을 1단지 제일풍경채 그랑퍼스트   | ㈜제일건설                         | ㈜파주운정5피에프브이                     | 가람로 113 (와동동)     | 2024년 1월        |          |
| 운정3지구 A45 제일풍경채                 | ㈜제일건설                         | ㈜파주운정45한신컨소시엄                  |                         |                   |          |
| 운정3지구 A46 제일풍경채                 | ㈜제일건설                         | 웰메이드스페이스㈜ ㈜파주운정46피에프브이 |                         |                   |          |
| 해오름마을 9단지 호반써밋 웨스트파크     | ㈜호반산업                         | ㈜티에스리빙                              | 해올로 34 (다율동)      | 2024년 11월       |          |
| 별하람마을 5단지 호반써밋 이스트파크     | ㈜호반산업                         | ㈜파주운정2피에프브이                     |                         | 2025년 6월 (예정) |          |
| 초롱꽃마을 9단지 우미린 센터포레         | 우미건설                           | ㈜우미케이원제10호위탁관리부동산투자회사  | 초롱꽃로 118 (동패동)   | 2023년 2월        | 민간임대 |
| 초롱꽃마을 5단지 우미린 파크힐스         | 우미건설 ㈜명상건설                | 명일건설㈜ ㈜무궁화신탁                   | 초롱꽃로 79 (동패동)    | 2024년 12월       |          |
| 운정신도시 우미린 더 센텀                | 우미건설                           | 명일건설㈜                                |                         |                   |          |
| 물향기마을 2단지 경남아너스빌 디원       | ㈜에스엠동아건설산업               | ㈜에스엠동아건설산업                      | 물향기1로 193 (동패동)  | 2025년 6월        |          |
| 초롱꽃마을 1단지 경남아너스빌 리버       | 에스엠삼환기업㈜                   | 에스엠삼환기업㈜                          |                         |                   |          |
| 초롱꽃마을 4단지 신영지웰                | 신영건설㈜                         | 신영㈜                                    | 초롱꽃로 80 (동패동)    | 2024년 11월       |          |
| 해오름마을 8단지 운정자이 퍼스트시티     | 지에스건설㈜                       | 군인공제회                                |                         |                   |          |
| 초롱꽃마을 6단지 금강펜테리움 센트럴파크 | 금강주택㈜                         | 펜테리움개발㈜                            |                         | 2022년 7월        |          |
| 운정자이 시그니처                        | 우미개발 지에스건설㈜ 코오롱글로벌 | 지에스건설㈜                              |                         |                   |          |

## 교육
- 가온초등학교
- 문발초등학교
- 두일초등학교
- 산들초등학교
- 청석초등학교
- 교하중학교
- 두일중학교
- 교하고등학교
- 운정고등학교
- 지산고등학교
- 동패고등학교

## 같이 보기
- 운정신도시
- 교하읍
- 목동동